# Orquesta del Desierto
Orquesta del Desierto es un grupo estadounidense de Stoner rock y Música acústica formado en Palm Desert, California en 2002.
La banda, íntimamente ligada a la escena Stoner rock de Palm Desert, fue fundada sobre una idea del multiinstrumentista y productor Dandy Brown (Hermano), y contó con la participación del baterista Alfredo Hernández (Kyuss, Queens of the Stone Age), y de otros músicos como Mario Lalli (guitarra), Mike Riley (guitarra, órgano), Country Mark Engel (guitarra, órgano, coros), Adam Maples (batería, percusión), Pete Davidson (batería, percusión) o Pete Stahl (voz), amén de un percusionista adicional acreditado como Landetta.
Produjeron dos álbumes, un disco debut homónimo, lanzado en mayo de 2002, y un segundo trabajo, simplemente titulado Dos, editado en octubre de 2003 en Europa a través del sello español Alone Records, y en 2004 en EE. UU., discos que aderezan el Stoner rock con influencias acústicas y hasta mexicanas y del llamado Rock latino.
No está claro si Orquesta del Desierto permanece como entidad activa actualmente o no, aunque su sitio oficial sigue en línea.

## Discografía
- Orquesta del Desierto (2002)
- Dos (2003)